# Aleksej Berezuckij
Aleksej Vladimirovič Berezuckij (in russo Алексей Владимирович Березуцкий?, trasl. anglosassone Aleksei Berezutski; Mosca, 20 giugno 1982) è un allenatore di calcio ed ex calciatore russo, di ruolo difensore.

## Biografia
Ha un fratello gemello, anch'esso giocò nella nazionale russa e suo compagno di squadra nel CSKA Mosca, Vasilij Berezuckij.

## Carriera

### Giocatore

#### Club
Ha iniziato la sua carriera al Torpedo-ZIL, nel 1999, giocando soltanto due partite. È costretto a separarsi dal fratello quando firma per il Černomorec Novorossijsk nel 2001, ma lo ritrova al CSKA qualche mese dopo. Qui si afferma come uno dei migliori difensori russi in circolazione e porta la sua squadra a importanti successi, come la Coppa UEFA del 2005.

#### Nazionale
Debutta in Nazionale nel 2003, diventando subito un giocatore chiave per la squadra russa. Ha indossato la fascia di capitano della Russia per la prima volta nel marzo 2008. È stato convocato per l'Europeo 2008.
Successivamente viene convocato per gli Europei nel 2012 e nel 2016.
Il 7 marzo 2018 si ritira ufficialmente dalla nazionale.

### Allenatore
Il 15 giugno 2021 viene assunto come allenatore ad interim del CSKA Mosca. Il 19 luglio seguente viene confermato come capo allenatore del club. Il 15 giugno 2022 rassegna le proprie dimissioni.

## Statistiche

### Presenze e reti nei club
Statistiche aggiornate al 3 marzo 2018.
| Stagione          | Squadra           | Campionato        | Campionato | Campionato | Coppe nazionali | Coppe nazionali | Coppe nazionali | Coppe continentali | Coppe continentali | Coppe continentali | Altre coppe | Altre coppe | Altre coppe | Totale | Totale |
| Stagione          | Squadra           | Comp              | Pres       | Reti       | Comp            | Pres            | Reti            | Comp               | Pres               | Reti               | Comp        | Pres        | Reti        | Pres   | Reti   |
| ----------------- | ----------------- | ----------------- | ---------- | ---------- | --------------- | --------------- | --------------- | ------------------ | ------------------ | ------------------ | ----------- | ----------- | ----------- | ------ | ------ |
| 2000              | FK Mosca          | VD                | 2          | 0          | KR              | 0               | 0               | -                  | -                  | -                  | -           | -           | -           | 2      | 0      |
| 2001              | Černomorec Nov.   | VD                | 14         | 1          | KR              | 0               | 0               | -                  | -                  | -                  | -           | -           | -           | 14     | 1      |
| 2002              | CSKA Mosca        | PL                | 16         | 0          | KR              | 1               | 0               | CU                 | 2                  | 0                  | -           | -           | -           | 19     | 0      |
| 2003              | CSKA Mosca        | PL                | 30         | 0          | KR              | 2               | 0               | UCL                | 1                  | 0                  | SR          | 1           | 0           | 34     | 0      |
| 2004              | CSKA Mosca        | PL                | 27         | 0          | KR              | 1               | 0               | UCL+CU             | 10+8               | 0+1                | SR          | 1           | 0           | 47     | 1      |
| 2005              | CSKA Mosca        | PL                | 27         | 2          | KR              | 8               | 0               | CU                 | 6                  | 0                  | SU          | 1           | 0           | 42     | 2      |
| 2006              | CSKA Mosca        | PL                | 29         | 0          | KR              | 8               | 0               | UCL+CU             | 8+2                | 0                  | SR          | 0           | 0           | 47     | 0      |
| 2007              | CSKA Mosca        | PL                | 26         | 0          | KR              | 3               | 0               | UCL                | 6                  | 0                  | SR          | 1           | 0           | 36     | 0      |
| 2008              | CSKA Mosca        | PL                | 24         | 2          | KR              | 3               | 0               | CU                 | 9                  | 2                  | -           | -           | -           | 36     | 4      |
| 2009              | CSKA Mosca        | PL                | 16         | 0          | KR              | 2               | 0               | UCL                | 9                  | 0                  | SR          | 1           | 0           | 28     | 0      |
| 2010              | CSKA Mosca        | PL                | 23         | 1          | KR              | 0               | 0               | UEL                | 6                  | 0                  | SR          | 1           | 0           | 30     | 1      |
| 2011-2012         | CSKA Mosca        | PL                | 40         | 0          | KR              | 5               | 0               | UCL                | 8                  | 0                  | SR          | 0           | 0           | 53     | 0      |
| 2012-2013         | CSKA Mosca        | PL                | 5          | 0          | KR              | 5               | 0               | UEL                | 0                  | 0                  | -           | -           | -           | 10     | 0      |
| 2013-2014         | CSKA Mosca        | PL                | 13         | 0          | KR              | 3               | 0               | UCL                | 5                  | 0                  | SR          | 1           | 0           | 22     | 0      |
| 2014-2015         | CSKA Mosca        | PL                | 7          | 0          | KR              | 1               | 0               | UCL                | 2                  | 0                  | SR          | 0           | 0           | 10     | 0      |
| 2015-2016         | CSKA Mosca        | PL                | 21         | 1          | KR              | 4               | 0               | UCL                | 9                  | 0                  | -           | -           | -           | 34     | 1      |
| 2016-2017         | CSKA Mosca        | PL                | 18         | 1          | KR              | 1               | 0               | UCL                | 5                  | 0                  | SR          | 1           | 0           | 25     | 1      |
| 2017-2018         | CSKA Mosca        | PL                | 12         | 1          | KR              | 0               | 0               | UCL+UEL            | 6+1                | 0                  | -           | -           | -           | 19     | 1      |
| Totale CSKA Mosca | Totale CSKA Mosca | Totale CSKA Mosca | 334        | 8          |                 | 47              | 0               |                    | 103                | 3                  |             | 8           | 0           | 492    | 11     |
| Totale carriera   | Totale carriera   | Totale carriera   | 350        | 9          |                 | 47              | 0               |                    | 103                | 3                  |             | 8           | 0           | 508    | 12     |

### Cronologia presenze e reti in nazionale
| Cronologia completa delle presenze e delle reti in nazionale ― Russia | Cronologia completa delle presenze e delle reti in nazionale ― Russia | Cronologia completa delle presenze e delle reti in nazionale ― Russia | Cronologia completa delle presenze e delle reti in nazionale ― Russia | Cronologia completa delle presenze e delle reti in nazionale ― Russia | Cronologia completa delle presenze e delle reti in nazionale ― Russia | Cronologia completa delle presenze e delle reti in nazionale ― Russia | Cronologia completa delle presenze e delle reti in nazionale ― Russia |
| Data                                                                  | Città                                                                 | In casa                                                               | Risultato                                                             | Ospiti                                                                | Competizione                                                          | Reti                                                                  | Note                                                                  |
| --------------------------------------------------------------------- | --------------------------------------------------------------------- | --------------------------------------------------------------------- | --------------------------------------------------------------------- | --------------------------------------------------------------------- | --------------------------------------------------------------------- | --------------------------------------------------------------------- | --------------------------------------------------------------------- |
| 12-2-2003                                                             | Limassol                                                              | Cipro                                                                 | 0 – 1                                                                 | Russia                                                                | Amichevole                                                            | -                                                                     | 89’                                                                   |
| 13-2-2003                                                             | Bucarest                                                              | Romania                                                               | 2 – 4                                                                 | Russia                                                                | Amichevole                                                            | -                                                                     | 53’                                                                   |
| 29-3-2003                                                             | Scutari                                                               | Albania                                                               | 3 – 1                                                                 | Russia                                                                | Qual. Euro 2004                                                       | -                                                                     | 16’                                                                   |
| 20-8-2003                                                             | Mosca                                                                 | Russia                                                                | 1 – 2                                                                 | Israele                                                               | Amichevole                                                            | -                                                                     | 46’                                                                   |
| 17-11-2004                                                            | Krasnodar                                                             | Russia                                                                | 4 – 0                                                                 | Estonia                                                               | Qual. Mondiali 2006                                                   | -                                                                     |                                                                       |
| 26-3-2005                                                             | Vaduz                                                                 | Liechtenstein                                                         | 1 – 2                                                                 | Russia                                                                | Qual. Mondiali 2006                                                   | -                                                                     |                                                                       |
| 30-3-2005                                                             | Tallinn                                                               | Estonia                                                               | 1 – 1                                                                 | Russia                                                                | Qual. Mondiali 2006                                                   | -                                                                     |                                                                       |
| 4-6-2005                                                              | San Pietroburgo                                                       | Russia                                                                | 2 – 0                                                                 | Lettonia                                                              | Qual. Mondiali 2006                                                   | -                                                                     |                                                                       |
| 8-6-2005                                                              | Mönchengladbach                                                       | Germania                                                              | 2 – 2                                                                 | Russia                                                                | Amichevole                                                            | -                                                                     |                                                                       |
| 17-8-2005                                                             | Riga                                                                  | Lettonia                                                              | 1 – 1                                                                 | Russia                                                                | Qual. Mondiali 2006                                                   | -                                                                     |                                                                       |
| 3-9-2005                                                              | Mosca                                                                 | Russia                                                                | 2 – 0                                                                 | Liechtenstein                                                         | Qual. Mondiali 2006                                                   | -                                                                     |                                                                       |
| 7-9-2005                                                              | Mosca                                                                 | Russia                                                                | 0 – 0                                                                 | Portogallo                                                            | Qual. Mondiali 2006                                                   | -                                                                     |                                                                       |
| 8-10-2005                                                             | Mosca                                                                 | Russia                                                                | 5 – 1                                                                 | Lussemburgo                                                           | Qual. Mondiali 2006                                                   | -                                                                     |                                                                       |
| 12-10-2005                                                            | Bratislava                                                            | Slovacchia                                                            | 0 – 0                                                                 | Russia                                                                | Qual. Mondiali 2006                                                   | -                                                                     |                                                                       |
| 1-3-2006                                                              | Rio de Janeiro                                                        | Brasile                                                               | 1 – 0                                                                 | Russia                                                                | Amichevole                                                            | -                                                                     |                                                                       |
| 27-5-2006                                                             | Albacete                                                              | Spagna                                                                | 0 – 0                                                                 | Russia                                                                | Amichevole                                                            | -                                                                     | 64’                                                                   |
| 16-8-2006                                                             | Mosca                                                                 | Russia                                                                | 1 – 0                                                                 | Lettonia                                                              | Amichevole                                                            | -                                                                     |                                                                       |
| 6-9-2006                                                              | Mosca                                                                 | Russia                                                                | 0 – 0                                                                 | Croazia                                                               | Qual. Euro 2008                                                       | -                                                                     |                                                                       |
| 7-10-2006                                                             | Mosca                                                                 | Russia                                                                | 1 – 1                                                                 | Israele                                                               | Qual. Euro 2008                                                       | -                                                                     |                                                                       |
| 11-10-2006                                                            | San Pietroburgo                                                       | Russia                                                                | 2 – 0                                                                 | Estonia                                                               | Qual. Euro 2008                                                       | -                                                                     | 88’                                                                   |
| 15-11-2006                                                            | Skopje                                                                | Macedonia                                                             | 0 – 2                                                                 | Russia                                                                | Qual. Euro 2008                                                       | -                                                                     |                                                                       |
| 7-2-2007                                                              | Amsterdam                                                             | Paesi Bassi                                                           | 4 – 1                                                                 | Russia                                                                | Amichevole                                                            | -                                                                     | 69’                                                                   |
| 2-6-2007                                                              | Mosca                                                                 | Russia                                                                | 4 – 0                                                                 | Andorra                                                               | Qual. Euro 2008                                                       | -                                                                     | 46’                                                                   |
| 6-6-2007                                                              | Zagabria                                                              | Croazia                                                               | 0 – 0                                                                 | Russia                                                                | Qual. Euro 2008                                                       | -                                                                     |                                                                       |
| 22-8-2007                                                             | Mosca                                                                 | Russia                                                                | 2 – 2                                                                 | Polonia                                                               | Amichevole                                                            | -                                                                     | 58’                                                                   |
| 8-9-2007                                                              | Mosca                                                                 | Russia                                                                | 3 – 0                                                                 | Macedonia                                                             | Qual. Euro 2008                                                       | -                                                                     |                                                                       |
| 12-9-2007                                                             | Londra                                                                | Inghilterra                                                           | 3 – 0                                                                 | Russia                                                                | Qual. Euro 2008                                                       | -                                                                     |                                                                       |
| 17-10-2007                                                            | Mosca                                                                 | Russia                                                                | 2 – 1                                                                 | Inghilterra                                                           | Qual. Euro 2008                                                       | -                                                                     |                                                                       |
| 17-11-2007                                                            | Tel Aviv                                                              | Israele                                                               | 2 – 1                                                                 | Russia                                                                | Qual. Euro 2008                                                       | -                                                                     |                                                                       |
| 21-11-2007                                                            | Andorra la Vella                                                      | Andorra                                                               | 0 – 1                                                                 | Russia                                                                | Qual. Euro 2008                                                       | -                                                                     | 10’                                                                   |
| 26-3-2008                                                             | Bucarest                                                              | Romania                                                               | 3 – 0                                                                 | Russia                                                                | Amichevole                                                            | -                                                                     | Cap.                                                                  |
| 4-6-2008                                                              | Burghausen                                                            | Lituania                                                              | 1 – 4                                                                 | Russia                                                                | Amichevole                                                            | -                                                                     | 14’                                                                   |
| 5-9-2009                                                              | San Pietroburgo                                                       | Russia                                                                | 3 – 0                                                                 | Liechtenstein                                                         | Qual. Mondiali 2010                                                   | -                                                                     | 58’                                                                   |
| 14-10-2009                                                            | Baku                                                                  | Azerbaigian                                                           | 1 – 1                                                                 | Russia                                                                | Qual. Mondiali 2010                                                   | -                                                                     |                                                                       |
| 8-10-2010                                                             | Dublino                                                               | Irlanda                                                               | 2 – 3                                                                 | Russia                                                                | Qual. Euro 2012                                                       | -                                                                     | 84’ 89’                                                               |
| 12-10-2010                                                            | Skopje                                                                | Macedonia                                                             | 0 – 1                                                                 | Russia                                                                | Qual. Euro 2012                                                       | -                                                                     | 61’                                                                   |
| 9-2-2011                                                              | Abu Dhabi                                                             | Iran                                                                  | 1 – 0                                                                 | Russia                                                                | Amichevole                                                            | -                                                                     | 46’                                                                   |
| 29-3-2011                                                             | Doha                                                                  | Qatar                                                                 | 1 – 1                                                                 | Russia                                                                | Amichevole                                                            | -                                                                     | 46’                                                                   |
| 7-6-2011                                                              | Wals-Siezenheim                                                       | Russia                                                                | 0 – 0                                                                 | Camerun                                                               | Amichevole                                                            | -                                                                     |                                                                       |
| 10-8-2011                                                             | Mosca                                                                 | Russia                                                                | 1 – 0                                                                 | Serbia                                                                | Amichevole                                                            | -                                                                     |                                                                       |
| 2-9-2011                                                              | Mosca                                                                 | Russia                                                                | 1 – 0                                                                 | Macedonia                                                             | Qual. Euro 2012                                                       | -                                                                     |                                                                       |
| 6-9-2011                                                              | Mosca                                                                 | Russia                                                                | 0 – 0                                                                 | Irlanda                                                               | Qual. Euro 2012                                                       | -                                                                     |                                                                       |
| 7-10-2011                                                             | Žilina                                                                | Slovacchia                                                            | 0 – 1                                                                 | Russia                                                                | Qual. Euro 2012                                                       | -                                                                     | 90+4’                                                                 |
| 11-10-2011                                                            | Mosca                                                                 | Russia                                                                | 6 – 0                                                                 | Andorra                                                               | Qual. Euro 2012                                                       | -                                                                     |                                                                       |
| 11-11-2011                                                            | Il Pireo                                                              | Grecia                                                                | 1 – 1                                                                 | Russia                                                                | Amichevole                                                            | -                                                                     | 46’                                                                   |
| 25-5-2012                                                             | Mosca                                                                 | Russia                                                                | 1 – 1                                                                 | Uruguay                                                               | Amichevole                                                            | -                                                                     | 46’                                                                   |
| 29-5-2012                                                             | Nyon                                                                  | Lituania                                                              | 0 – 0                                                                 | Russia                                                                | Amichevole                                                            | -                                                                     |                                                                       |
| 1-6-2012                                                              | Zurigo                                                                | Russia                                                                | 3 – 0                                                                 | Italia                                                                | Amichevole                                                            | -                                                                     |                                                                       |
| 8-6-2012                                                              | Cracovia                                                              | Russia                                                                | 4 – 1                                                                 | Rep. Ceca                                                             | Euro 2012 - 1º turno                                                  | -                                                                     |                                                                       |
| 12-6-2012                                                             | Varsavia                                                              | Polonia                                                               | 1 – 1                                                                 | Russia                                                                | Euro 2012 - 1º turno                                                  | -                                                                     |                                                                       |
| 16-6-2012                                                             | Varsavia                                                              | Grecia                                                                | 1 – 0                                                                 | Russia                                                                | Euro 2012 - 1º turno                                                  | -                                                                     |                                                                       |
| 5-9-2015                                                              | Mosca                                                                 | Russia                                                                | 1 – 0                                                                 | Svezia                                                                | Qual. Euro 2016                                                       | -                                                                     | 84’                                                                   |
| 9-10-2015                                                             | Chișinău                                                              | Moldavia                                                              | 1 – 2                                                                 | Russia                                                                | Qual. Euro 2016                                                       | -                                                                     |                                                                       |
| 12-10-2015                                                            | Mosca                                                                 | Russia                                                                | 2 – 0                                                                 | Montenegro                                                            | Qual. Euro 2016                                                       | -                                                                     |                                                                       |
| 14-11-2015                                                            | Krasnodar                                                             | Russia                                                                | 1 – 0                                                                 | Portogallo                                                            | Amichevole                                                            | -                                                                     |                                                                       |
| 26-3-2016                                                             | Mosca                                                                 | Russia                                                                | 3 – 0                                                                 | Lituania                                                              | Amichevole                                                            | -                                                                     | 46’                                                                   |
| 29-3-2016                                                             | Saint-Denis                                                           | Francia                                                               | 4 – 2                                                                 | Russia                                                                | Amichevole                                                            | -                                                                     | 63’                                                                   |
| 20-6-2016                                                             | Tolosa                                                                | Russia                                                                | 0 – 3                                                                 | Galles                                                                | Euro 2016 - 1º turno                                                  | -                                                                     | 46’                                                                   |
| Totale                                                                |                                                                       | Presenze                                                              | 58                                                                    |                                                                       | Reti                                                                  | 0                                                                     |                                                                       |

### Statistiche da allenatore
Statistiche aggiornate al 18 novembre 2023.
| Stagione        | Squadra         | Campionato      | Campionato | Campionato | Campionato | Campionato | Coppe nazionali | Coppe nazionali | Coppe nazionali | Coppe nazionali | Coppe nazionali | Coppe continentali | Coppe continentali | Coppe continentali | Coppe continentali | Coppe continentali | Altre coppe | Altre coppe | Altre coppe | Altre coppe | Altre coppe | Totale | Totale | Totale | Totale | Vittorie % | Piazz. |
| Stagione        | Squadra         | Comp            | G          | V          | N          | P          | Comp            | G               | V               | N               | P               | Comp               | G                  | V                  | N                  | P                  | Comp        | G           | V           | N           | P           | G      | V      | N      | P      | %          | Piazz. |
| --------------- | --------------- | --------------- | ---------- | ---------- | ---------- | ---------- | --------------- | --------------- | --------------- | --------------- | --------------- | ------------------ | ------------------ | ------------------ | ------------------ | ------------------ | ----------- | ----------- | ----------- | ----------- | ----------- | ------ | ------ | ------ | ------ | ---------- | ------ |
| 2021-2022       | CSKA Mosca      | PL              | 30         | 15         | 5          | 10         | KR              | 4               | 3               | 0               | 1               | -                  | -                  | -                  | -                  | -                  | -           | -           | -           | -           | -           | 34     | 18     | 5      | 11     | 52,94      | 5°     |
| Totale carriera | Totale carriera | Totale carriera | 30         | 15         | 5          | 10         |                 | 4               | 3               | 0               | 1               |                    | -                  | -                  | -                  | -                  |             | -           | -           | -           | -           | 34     | 18     | 5      | 11     | 52,94      |        |

## Palmarès

### Giocatore

#### Club

##### Competizioni nazionali
- Campionato russo: 6

CSKA Mosca: 2003, 2005, 2006, 2012-2013, 2013-2014, 2015-2016
- Supercoppa di Russia: 7

CSKA Mosca: 2004, 2006, 2007, 2009, 2013, 2014, 2018
- Coppa di Russia: 6

CSKA Mosca: 2004-2005, 2005-2006, 2007-2008, 2008-2009, 2010-2011, 2012-2013

##### Competizioni internazionali
- Coppa UEFA: 1

CSKA Mosca: 2004-2005